# Gabriela Zapolska
Gabriela Zapolska   (Pidhaitsi, 30 de març de 1857 - Lviv, 21 de desembre de 1921) fou una escriptora, dramaturga, crítica teatral i actriu polonesa. Va escriure fins a 41 obres de teatre, 23 novel·les i 177 històries curtes, entre d'altres.
Va rebre un gran reconeixement per les seves comèdies de societat satíriques, entre aquestes Moralność pani Dulskiej ('La moral de la senyora Dulska'), la més reconeguda internacionalment. Moltes de les seves obres van ser traduïdes a diversos idiomes i representades en teatres de tot Europa. També se'n van fer adaptacions radiofòniques i cinematogràfiques.
Moltes de les seves obres critiquen igualment la situació humiliant de les dones de la seva època: Fin de siècle'istka (‘Una dona fi de segle’) o A gdy w głąb duszy wnikniemy (‘Quan penetrem en el fons de l'ànima’). Se l'emmarca dins el corrent naturalista.
També va ser reconeguda com a actriu, i va interpretar més de 200 obres a Varsòvia, Cracòvia, Sant Petersburg o París.